# Académica Petróleo Kwanda Soyo
El Académica Petróleo Kwanda Soyo es un equipo de fútbol de Angola que milita en la Girabola, la liga de fútbol más importante del país.

## Historia
Fue fundado en el año 1987 en la localidad de Soyo y nunca ha sido campeón de la Girabola ni ha ganado el Torneo de Copa de Angola en su historia.
A nivel internacional ha participado en 1 torneo continental, en la Copa Confederación de la CAF del año 2010, donde fue eliminado en la Primera ronda por el Enyimba FC de Nigeria.

## Participación en competiciones de la CAF
| Temporada | Torneo                       | Ronda      | Club                  | Casa  | Visita | Global |
| --------- | ---------------------------- | ---------- | --------------------- | ----- | ------ | ------ |
| 2010      | Copa Confederación de la CAF | Preliminar | Santo Tomé y Príncipe | w.o.1 | w.o.1  | w.o.1  |
| 2010      | Copa Confederación de la CAF | 1          | Enyimba FC            | 2-0   | 0-3    | 2-3    |

1- Santo Tomé y Príncipe no mandó equipo al torneo.

## Entrenadores
- Kibeni Akwanora (?-2003)[3]
- Pedro Luvana "Sekele" (2003-?)[3][4]
- Agostinho Tramagal (2004)[4]
- Carlos Cardeau (2005)[5]
- Guilherme do Carmo (2005-?)[6]
- João Pintar (?-2006)[7]
- Pedro Miranda (interino-2006)[7]
- Afonso Kondi (2006-?)[8]
- Kito Ribeiro (2007-?)[9]
- Rogério Pinto (2008-2009)[10]
- Romeu Filemon (2009-?)[11]
- Agostinho Tramagal (2011-2012)[12]
- Ernesto Castanheira (20??-2013)[13]